# 橋本梧郎
橋本 梧郎（はしもと ごろう、1913年 - 2008年8月26日）は、ブラジルの生物学者（植物学）、博物学者。勲等は勲五等。学位は名誉博士（静岡県立大学）。称号は小笠町名誉町民。サンパウロ博物研究会顧問。

## 来歴
1913年生まれ。静岡県小笠郡小笠町出身。
静岡県立掛川中学校卒業。
1934年、単身ブラジルに渡る。ブラジルの農学校を卒業して以来、博物館職員や学校教師としての活動のかたわら植物採集を続けた。生涯をかけて集めた標本は10万とも15万ともいわれ、個人が所蔵する植物標本としては世界最大である。1950年、植物愛好家らを組織化しサンパウロ博物研究会を設立した。
ブラジルに帰化し、サンパウロ州サンパウロ市にて植物研究を続けていたが、2008年、多臓器不全により死去。

## 顕彰
菊川市の公園には、橋本の業績を顕彰するため南米植物が植栽されている。また、しずおか国際園芸博覧会（通称浜名湖花博）の「国際花の交流館」に、橋本の著書や標本を展示するブースが設置された。

## 栄典
- 勲五等双光旭日章。

## 著書
- 『ブラジル産薬用植物事典』（第33回吉川英治文化賞受賞）
- 『ブラジルの果実』
- 『ブラジルの野菜』